# Badara Diatta
Badara Diatta, né le 2 août 1969, est un arbitre sénégalais de football, qui est international depuis 1999.

## Carrière
Il a officié dans des compétitions majeures : 
- CAN 2006 (1 match)
- CAN 2008 (1 match)
- JO 2008 (1 match)
- CAN 2010 (2 matchs)
- Finale retour de la Coupe de la confédération 2011 au Complexe sportif de Fès le 4 décembre 2011
- CAN 2012 (finale)